# Oorlogsmonument Eupen

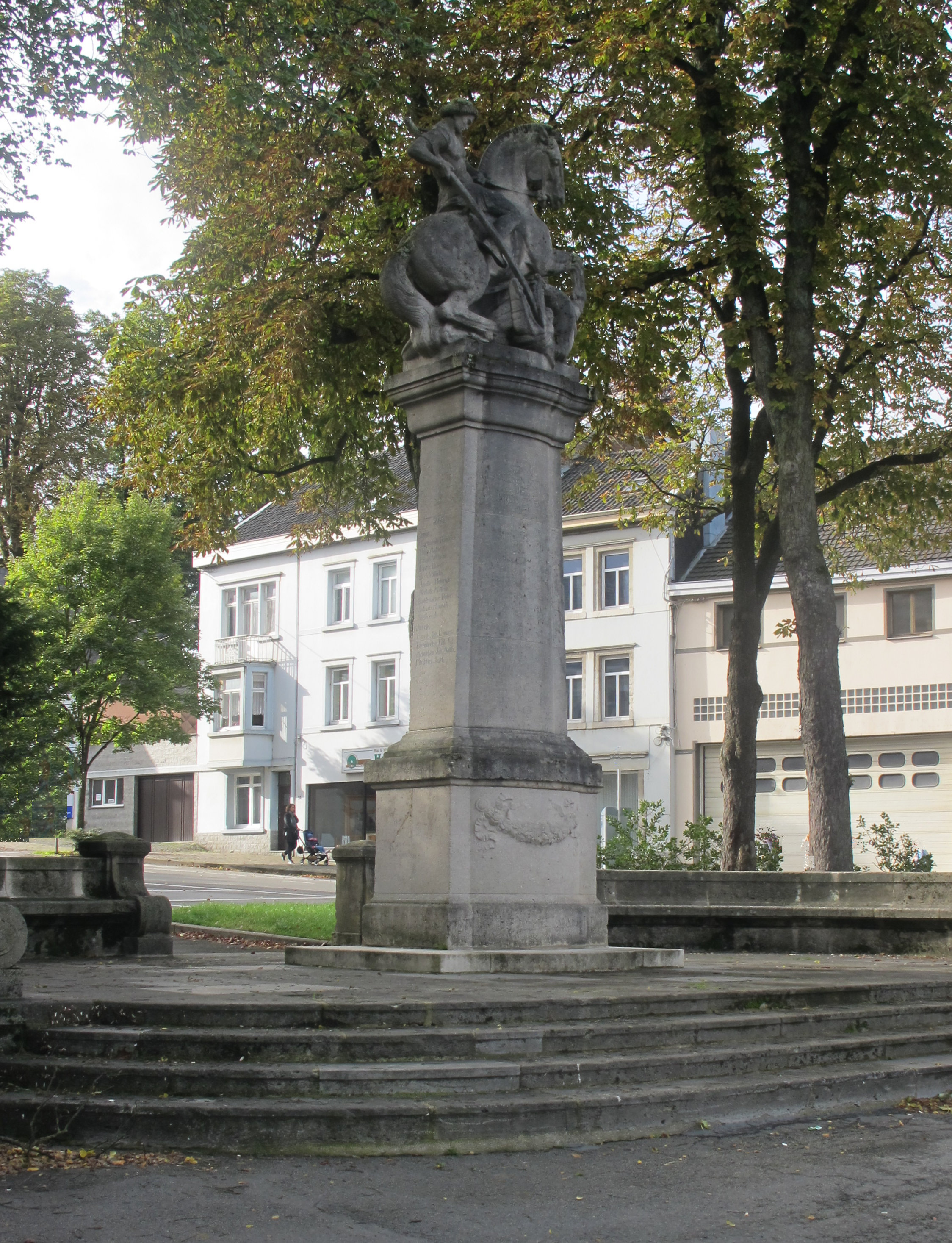
Oorlogsmonument aan de Werthplatz te Eupen

Het Oorlogsmonument op de Werthplatz in Eupen werd opgericht ter ere van de gevallen soldaten van de Oostenrijks-Pruisische oorlog van 1866 en de Frans-Duitse oorlog van 1870/71.  Het door beeldhouwer Rudolf Henn ontworpen monument werd op de Werthplatz in de bovenstad van Eupen geplaatst en ingehuldigd op 1 september 1912.

## Geschiedenis
In 1911 besloot de gemeenteraad van Eupen na lang overleg met de burgers en de districtsstrijdersvereniging een gedenkteken op te richten ter ere van de gevallenen van de Oostenrijks-Pruisische oorlog en de Frans-Duitse oorlog. Meningsverschillen ontwikkelden zich over de locatie van het geplande object, waarbij de stemmen voor het ruimtelijk grote Werthplatz de overhand kregen boven oa. de centraler gelegen Klötzerbahn. Op enkele meters van de Lambertuskapel kwam het monument toch nog op een centrale plaats te staan. Het ontwerp voor het monument was afkomstig van de Münchener beeldhouwer Rudolf Henn, die uit de 150 inzenders uit binnen- en buitenland werd verkozen voor dit project.
Na de voltooiing vond de inhuldigingsceremonie plaats op 1 september 1912, die met veel pracht en praal werd uitgevoerd. Talrijke overlevende veteranen van de oorlog van 1870/1871 namen deel, evenals actieve soldaten, meer dan 50 binnenlandse en buitenlandse oud-strijdersverenigingen evenals talrijke eregasten. Na de feestelijke diensten in de Katholieke St. Nicolaaskerk en in de Protestantse Vredeskerk was er een grote optocht door de stad. Na een toespraak door de Districtsbeheerder Walter De Losen op de Werthplatz werd het monument door de commandant van de 15e Divisie, luitenant-generaal Julius Riemann, met enkele honderden geweerschoten en de vrijlating van duizenden duiven onthuld.
Een geplande showvlucht met enkel- en dubbeldeks vliegtuigen over het plein moest om technische redenen worden geannuleerd. Na de inhuldiging werd een feestelijk banket gehouden en de dag werd afgesloten met een prachtige lichtshow.
In de daaropvolgende decennia kreeg het monument schade door de gevolgen van oorlog en verwering en moest het meerdere keren worden gerepareerd. Na in 2011 als historisch monument te zijn vermeld, werd het in de jaren 2012/2013 opnieuw uitgebreid hersteld met subsidies van de Duitstalige Gemeenschap en opnieuw onthuld op 15 september 2013.

## Beschrijving van het monument

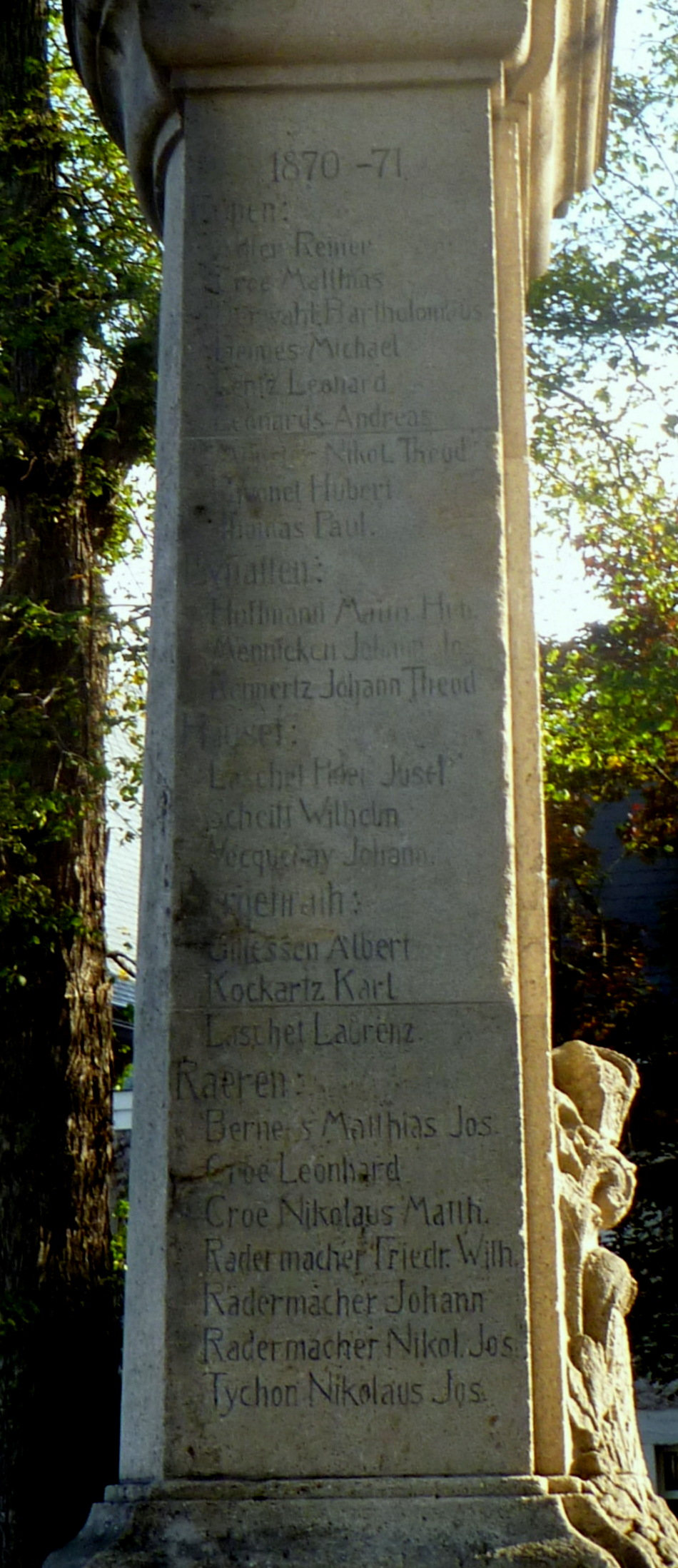
De namen van de gevallenen aan de zijkant van het monument

Gemaakt van een weerbestendige natuursteen, heeft het monument een totale hoogte van 9,50 m en staat op een halfronde verhoogde pilaar, die afloopt naar de Werthplatz en aan de achterkant is omgeven met een stenen borstwering. Op het monumentale rechthoekige sokkel staat het ruiterstandbeeld van St. Joris die op zijn paard de draak doodt. De voorkant van het sokkel is versierd met een stenen slinger onderaan en de inscriptie: "Zijn gevallen zonen - De Cirkel van Eupen" in het bovenste gedeelte. Op de achterkant van de kolom staat het wapenschild van Pruisen en aan de zijkant de 38 namen van de gevallenen van Eupen en Raeren van de betreffende oorlogen.
In zijn ontwerp paste Henn zich destijds aan het architecturale karakter van het plein aan, maar hield hij ook rekening met de moderne smaak voor eenvoud en duidelijkheid.
Het fundament werd gemaakt door een lokaal bedrijf, terwijl het stenen blok voor de pilaar en het ruiterstandbeeld in het Münchener atelier van Henn werden bewerkt. Een expeditiebedrijf leidde uiteindelijk de individuele componenten van München naar Eupen, waar ze werden samengebracht.

## Weblinks
- Beschreibung auf worldwartours.be
- Porträt und Geschichte auf ostbelgiendirekt.be vom 9. September 2013